# Музей Боде
Музей Боде (нім. Bode-Museum) — художній музей у складі ансамблю Музейного острова в Берліні, в якому розміщуються експозиції Скульптурного зібрання, Музею візантійського мистецтва та Монетного кабінету. 17 жовтня 2006 року музей відкрився після шестирічної реставрації.

## Будівля музею

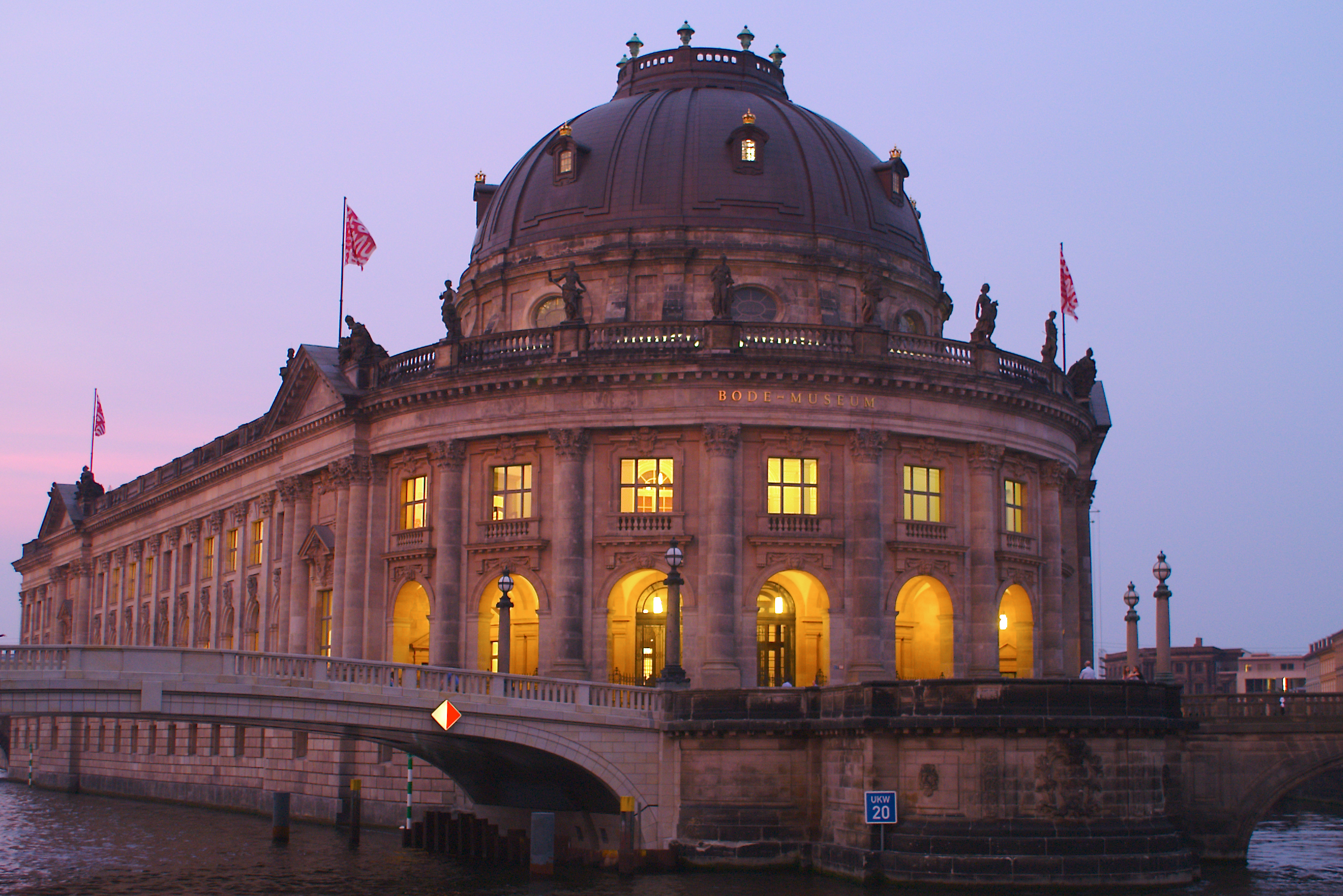
Музей Боде

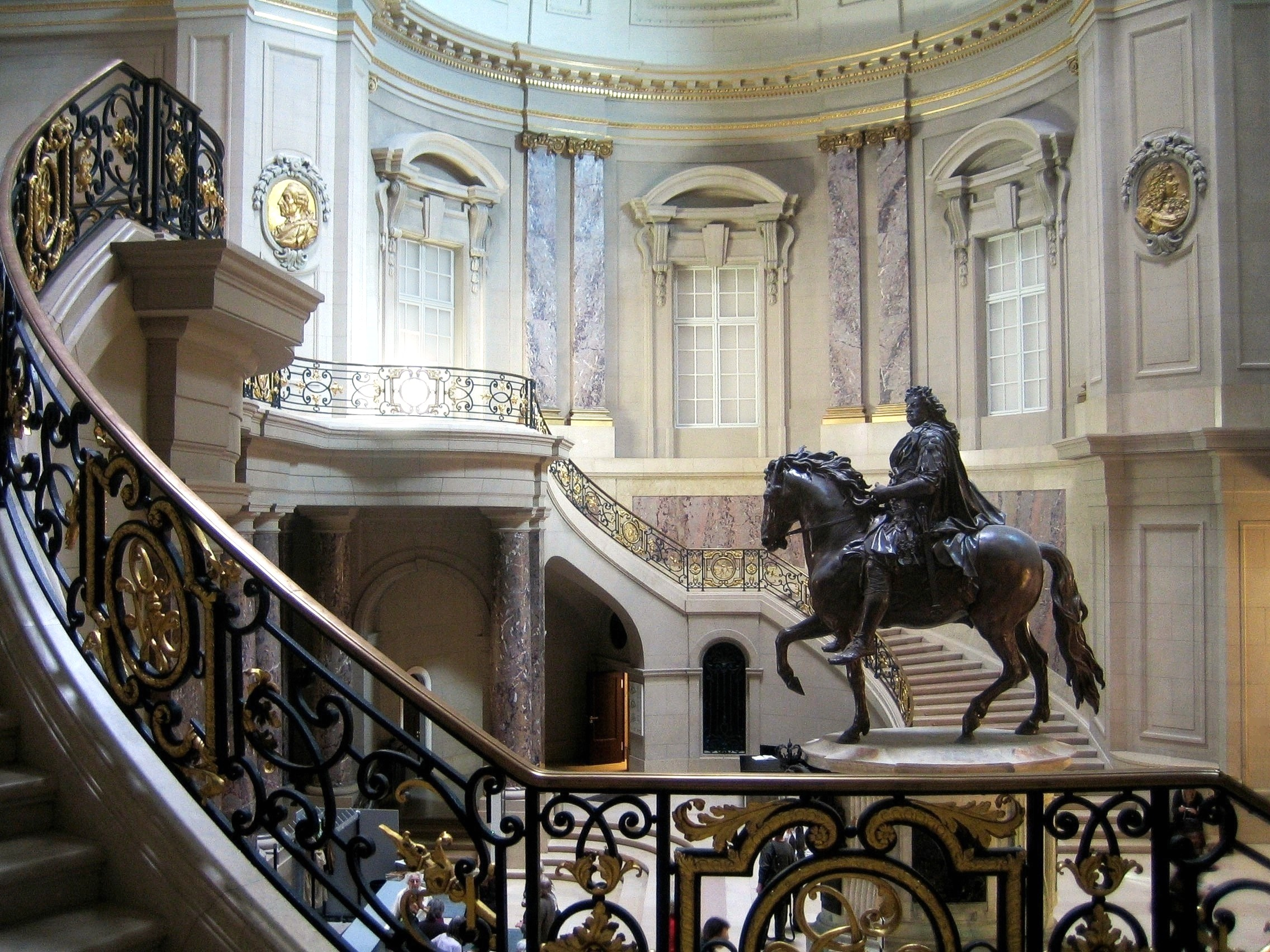
Великий купольний зал з кінною статуєю Великого курфюрста

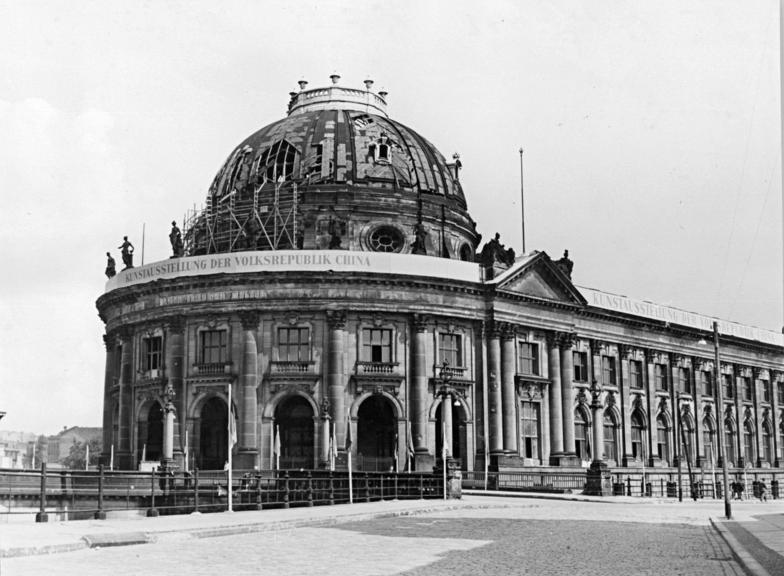
Музей Боде в 1951 році.

Ідея створення музею мистецтва в Берліні виникла 1871 року при кайзерівському дворі серед оточення кронпринца, а згодом німецького імператора Фрідріха III. Пропозиції щодо музею були представлені Вільгельмом фон Боде. З 1897 по 1904 роки під керівництвом надвірного архітектора Ернста фон Іне та завідувача будівництва Макса Газака було споруджено музейну будівлю для зібраної Боде колекції скульптури та живопису, початок якій поклали кунсткамери курфюрстів Бранденбурзьких. Музей відкрився 18 жовтня 1904 року, в день народження померлого в 1888 році Фрідріха III.
Будівля в стилі необароко розташована на північно-східному краю Музейного острова на ділянці розміром 6 000 м², що має форму неправильного трикутника. Незважаючи на це просторове обмеження, архітекторові вдалося спорудити будівлю з куполом над входом, що створює враження споруди, яка має форму абсолютно симетричного та рівнобедреного трикутника із закругленою вершиною. З берегами Шпрее вхід до музею з'єднують два мости через обидва рукави річки. Будівля оброблено пісковиком. Квадровий цоколь з вікнами та два верхні поверхи, що розділені коринфськими напівколонами та ризалітами з фронтонами, здається, ніби виросли просто з води. Алегоричні зображення видів мистецтв та знаменитих центрів мистецтва на аттиках виконані скульпторами Августом Фогелем та Вільгельмом Відеманом.

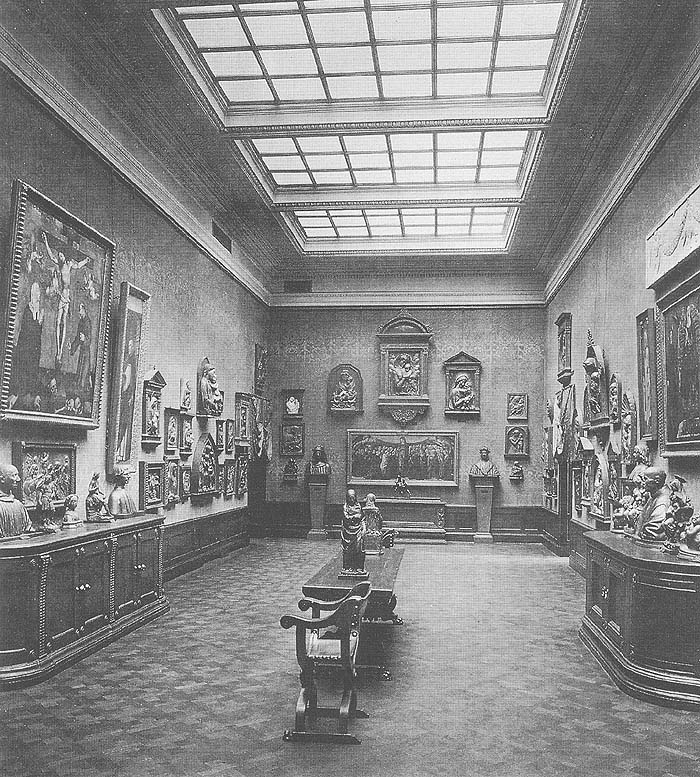
Виставковий зал. Бл. 1905

Декілька поперечних корпусів музейного будинку утворюють п'ять внутрішніх дворів. За фоє починається низка приміщень, що утворює центральну вісь будівлі: Великий купольний зал з широкими прольотами сходів та гальванопластичною копією кінної статуї Великого курфюрста роботи Андреаса Шлютера (1904); за ним розташований Зал Камеко зі статуями, що колись прикрашали дах спорудженої тим же Шлютером Вілли Камеко, яка не збереглася, а раніше знаходилася на розташованій неподалік вулиці Доротеенштрассе; далі відвідувачі опиняються в базиліці, спорудженій в стилі італійського Ренесансу з релігійними скульптурами в бічних каплицях — поліхромними, покритими глазур'ю теракотами Луки делла Роббіа та вівтарем Воскресіння Христове з Флоренції; завершує цей ряд приміщень Малий купольний зал зі сходами в стилі рококо і мармуровими статуями Фрідріха Великого та п'яти його генералів. У цій анфіладі представницьких залів колись проходили урочистості, на які запрошувалися придворні та меценати з середовища заможного бюргерства.
У власне виставкових залах Боде розмістив герметичні, закінчені ансамблі зі скульптур, картин, предметів меблів та декоративно-ужиткового мистецтва, як то було прийнято в приватних колекціях в будинках великої буржуазії. При цьому Боде виконував волю колекціонерів і банкірів Адольфа Тіма та Джеймса Сімона, які продали свої експонати для музею за символічну ціну, але наполягали на тому, аби вони були виставлені не тематично, а за колишніми власниками.. Їх доповнюють внутрішні архітектурні деталі: портали, мармурові арки, кесонові стелі, каміни та вівтарі, які Боде придбав для нової будівлі музею в Італії. Декор цих залів за задумом Боде повинен був наближати відвідувачів музею до атмосфери минулого. Своїми «стильовими залами», де експонати підбиралися за історичними періодами, Вільгельм фон Боде слідував музейно-педагогічній концепції, яку поклав в основу своєї музейної будівлі по сусідству — Бранденбурзького музею — Людвіг Гофман.
На згадку про Фрідріха III музей отримав назву «Музей кайзера Фрідріха». Під час Другої світової війни будівля музею постраждала, але менше, ніж інші музейні приміщення острова. Проте лише 1951 року музей Боде був накритий імпровізованим дахом, який мав захистити будівлю від подальшого руйнування. Після війни з 1945 року музей носив назву «Музей на Купферграбені». 1 березня 1956 року тодішній міністр култтури НДР Йоганнес Бехер оголосив про перейменування музею на честь свого зачинателя та першого директора. Тут розташовувався Єгипетський музей та зібрання папірусів, Музей первісної та ранньої історії, картинна галерея, Скульптурне зібрання та Монетний кабінет.

## Відновлення

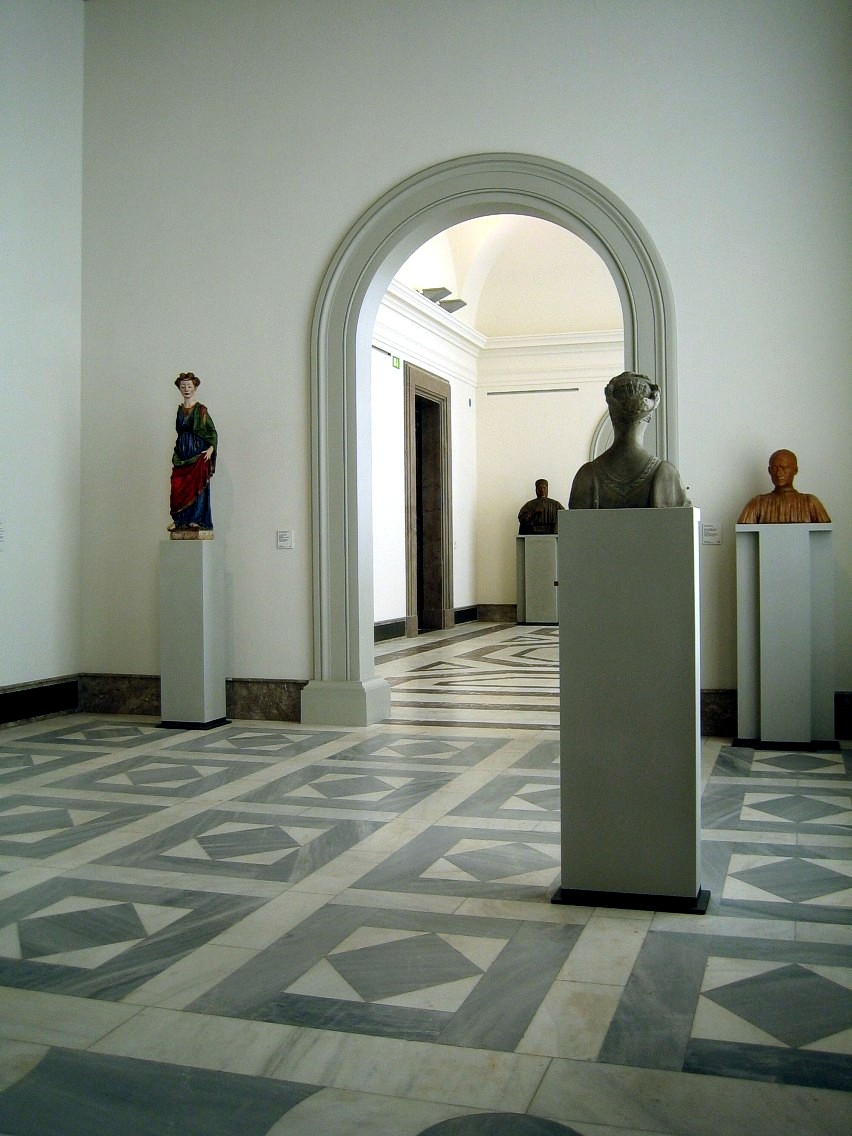
Виставковий зал

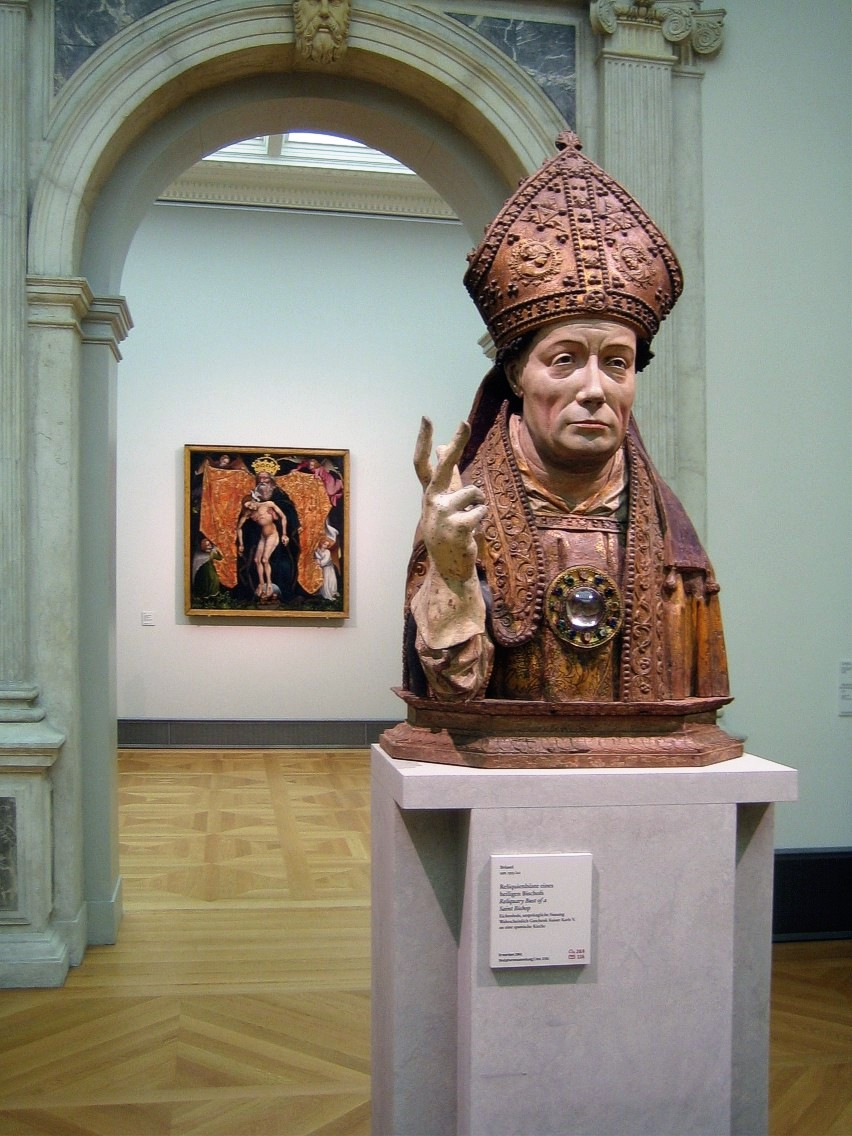
Виставковий зал

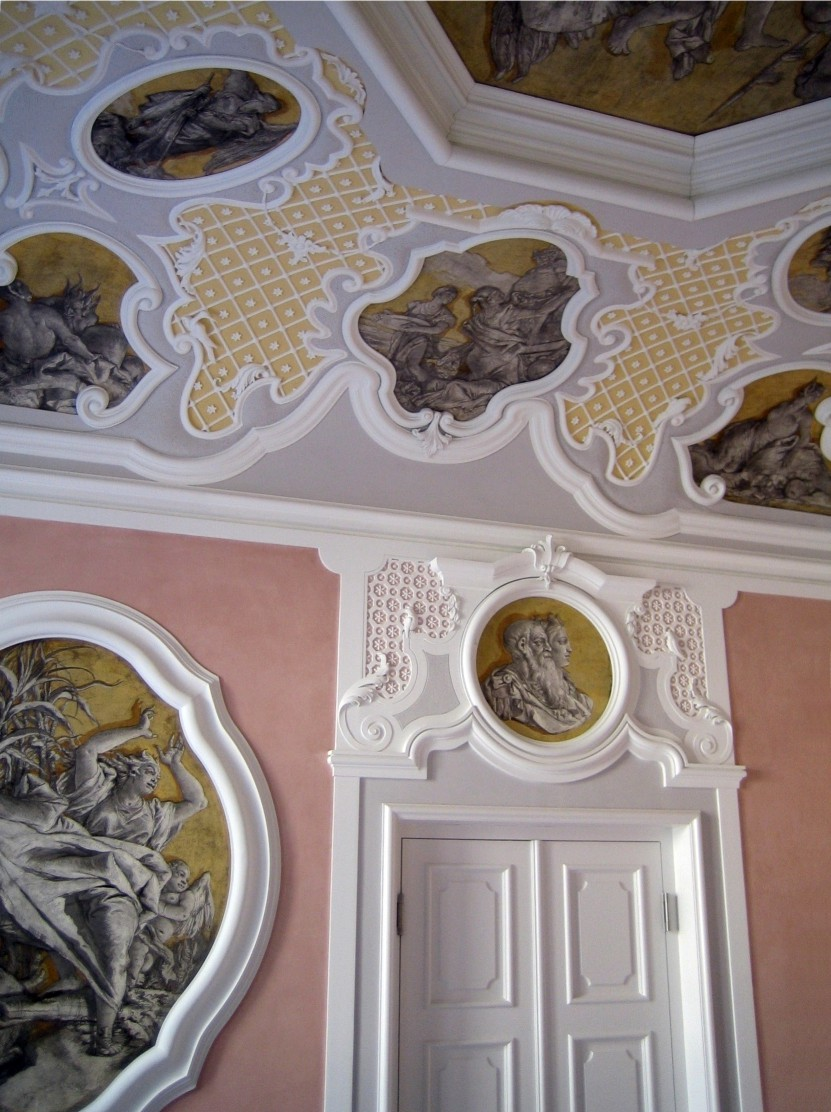
Кабінет Тьєполо

Уперше після війни експозиції музею частково відкрилися для відвідувачів у 1950–1960 роки. Поступове відновлення функціонуючого музею, а також реставрація внутрішніх приміщень, затяглися до 1987 року. З початку 1990-х років у будинку виявляли щораз нові серйозні будівельні дефекти, в зв'язку з чим у 1997–1998 роках було прийнято рішення про проведення в будівлі музею капітального ремонту з відновленням історичного вигляду столітньої пам'ятки архітектури.
Ще 1904 року увагу відвідувачів музею привертав так званий «Кабінет Тьєполо» — невеликий зал, оформлений у відтінках запиленого рожевого та білого й багато оздоблений стукко у формі пізньобарокових стрічкових орнаментів. Тут були 22 фрески в техніці гризайлі, які 1759 року італійських художник епохи бароко Джованні Баттіста Тьєполо створив для палаццо Volpato Panigai в Нервесі на півночі Італії. Вільгельм фон Боде викупив їх, 1899 року перевіз до Берліна й розмістив у своєму музеї. У Другу світову війну цей зал був повністю зруйнований, картини було вивезено на зберігання, довгий час вони вважалися загубленими. Під час останніх реставраційних робіт ціною величезних праць кабінет вдалося відновити за єдиною чорно-білою фотографією з музейного каталогу 1904 року.
Чотири з п'яти внутрішніх дворів відкриті для огляду розміщеної там просто неба скульптурної експозиції. За майстер-планом Музейного острова музей Боде був з'єднаний з Пергамським музеєм. Під час реставрації була проведена модернізація всієї будівлі з погляду техніки безпеки. Фотоательє та реставраційні майстерні отримали нове сучасне оснащення, була вдосконалена система пожежної охорони та встановлено систему кондиціонування. Будівля стала доступним для відвідувачів з обмеженими фізичними можливостями. Уражені корозією частини сталевих несучих конструкцій було замінено, а стіни музею було очищено від грибка. Будівля передбачалося по можливості зберегти в оригінальному вигляді, тому пізніші архітектурні елементи були видалені та повернуто оригінальне кольорове оформлення.
Будівельні роботи в музеї, що тривали п'ять з половиною років, завершилися в листопаді 2005 символічною передачею ключів. У жовтні 2006 року готову будівлю було передано громадськості. За нині була підготовлена експозиція творів мистецтва в сучасному стилі, що викликала палкі дискусії. Зрештою експозиція Музею Боде відповідає сучасним уявленням відвідувачів про музейної експозиції: стіни та цоколі пофарбовані переважно в білий або світло-сірий кольори, об'єкти мистецтва розміщені нещільно, часто надаючи для огляду найвишуканіші ракурси. Скульптури нерідко розміщуються в залах вільно, залишаючи відкрите і живе враження. При цьому прочитується початкова концепція комплексних «стильових залів», закладена Вільгельмом фон Боде: експозиції доповнюють деталі історичної обстановки — підлоги, стелі, окремі предмети меблів — і близько 150 тематично та стилістично відібраних із зібрання Берлінської картинної галереї творів живопису.
Капітальний ремонт Музею Боде обійшовся федеральному бюджету в 152 млн євро. Загальна площа музею становить близько 25 тисяч кв. м, з них корисна площа 66 виставкових залів — 11 тисяч кв.м. У музеї також розміщуються зібрання ескізів та твори італійської скульптури різних шкіл, дитяча галерея, магазин та музейна кав'ярня.

## Скульптурне зібрання

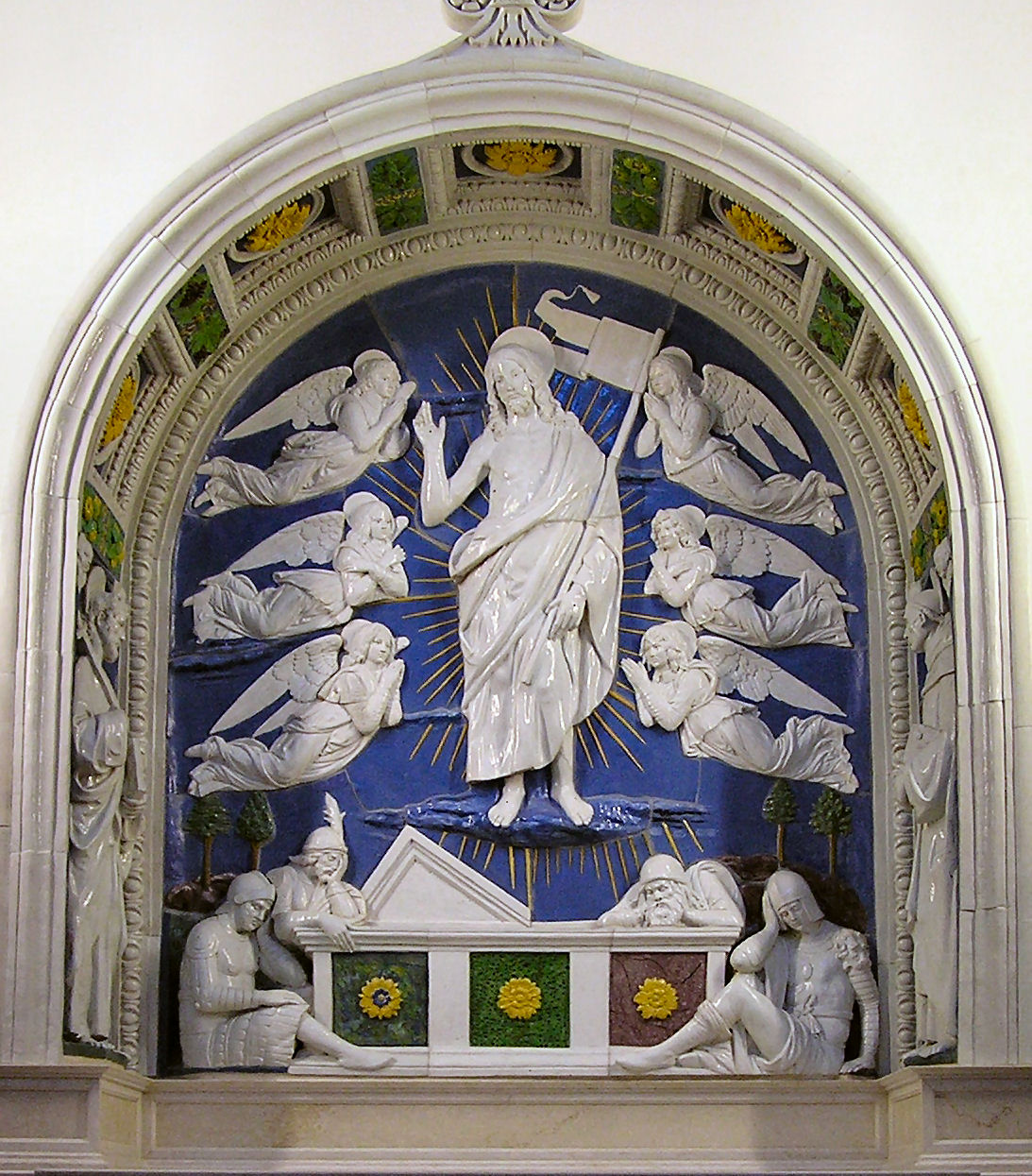
Андреа делла Роббіа, «Воскресіння»

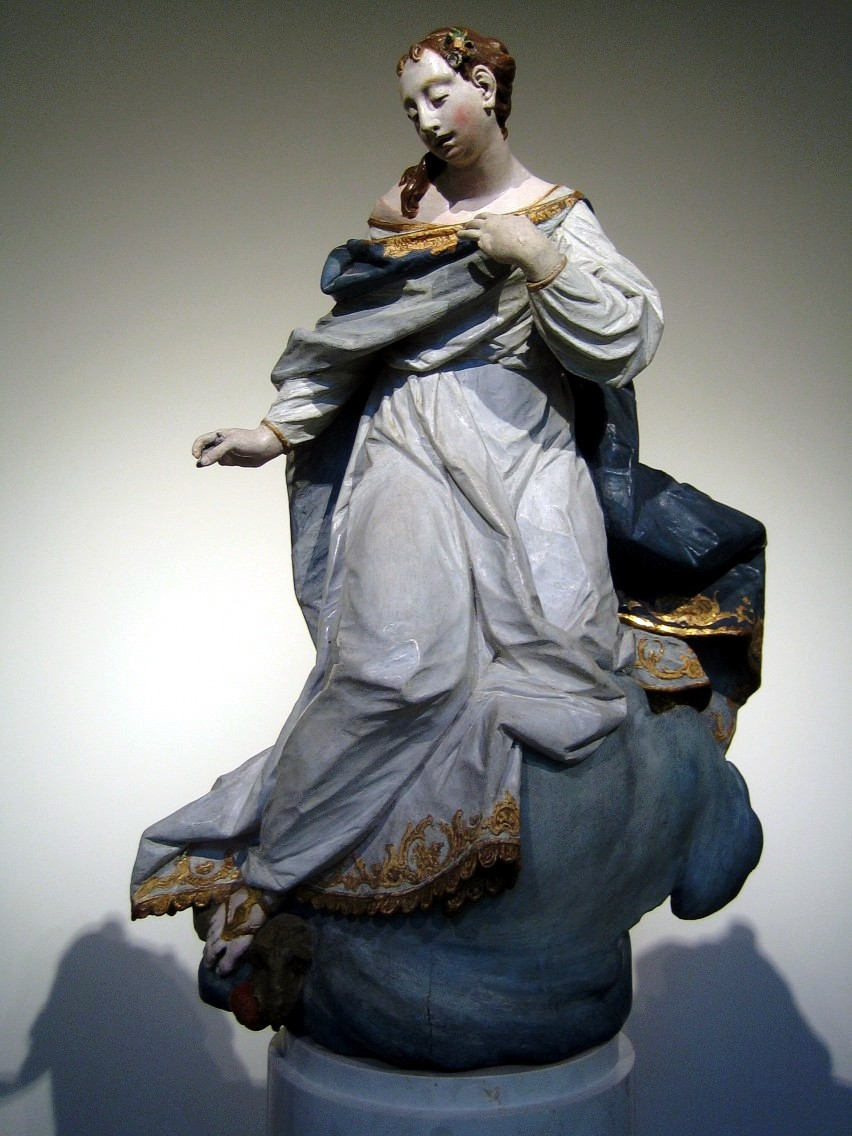
Ігнац Гюнтер, «Марія Іммакулата», 1750–1760 роки

Скульптурне зібрання є однією з найбільших колекцій старовинної пластики в Німеччині. Після Другої світової війни, як і зібрання Музею візантійського мистецтва, воно виявилося розділеним між Західним та Східним Берліном. Об'єднана колекція експонується на своєму історичному місці — в Музеї Боде — з 2006 року. Символом об'єднаної колекції стала скульптурна група «Тріумф хреста» з церкви св. Моріца в Наумбурзі, що розмістилася на першому поверсі музею. Останні кілька десятків років дві фігури з дуба, що датуються 1220 роком, зберігалися в різних місцях: Марія — в музейному центрі в Далемі, а Христос — на Музейному острові.
Скульптурне зібрання охоплює твори мистецтва від Середньовіччя до кінця XVIII ст. з німецькомовних країн, а також Франції, Голландії, Італії та Іспанії. Основу колекції становить італійське мистецтво раннього періоду італійського Ренесансу: теракота Луки делла Роббіа, скульптури Донателло, Дезідеріо да Сеттіньяно, Франческо Лаурана та Міно да Фьєзоле. Широко представлені німецькі скульптори готики, зокрема: Тільман Ріменшнайдер, Ганс Брюггеманн, Ніклаус Герхерт Лейденський і Ганс Лейнбергер. Особливої згадки заслуговують великоформатні скульптурні зображення святих лицарів часів Тридцятилітньої війни та ренесансні й барокові статуетки з алебастру і слонової кістки. Скульптура рококо та раннього класицизму представлена роботами Ігнаца Гюнтера, Йозефа Антона Фойхтмаєра, Едма Бушардона, П'єра Пуже, Жана-Антуана Гудона.

## Музей візантійського мистецтва
Колекція музею включає в себе твори мистецтва та предмети побуту з Західної Римської імперії та Візантійської імперії, що належать до III–XV ст., тобто охоплюють практично все античне Середземномор'я: Італію, Туреччину, Балканський півострів, Грецію, Північну Африку, Близький Схід та Північне Причорномор'я. Найбільш цінними експонатами, що визначили специфіку музею, є пізньоантичні саркофаги з Риму, столиці Західної Римської імперії; фігурні та орнаментальні пластики з Східної Римської імперії; різьблені вироби зі слонової кістки, ікони та мозаїки — чудові зразки придворного мистецтва Візантії; предмети побуту та християнського культу з Єгипту.

## Монетний кабінет
Монетний кабінет є одним з найстаріших зібрань у складі Фундації прусської культурної спадщини. Свій початок ця колекція бере в XVI ст. від кунсткамери бранденбургських курфюрстів. 1868 року кабінет отримав статус самостійного музею, а 1904 року переїхав в спеціально призначені приміщення на першому поверсі Музею Боде.
Монетний кабінет — одна з найбільших і найцінніших нумізматичних колекцій в світі. Величезну цінність становлять закриті серії монет, що охоплюють період з VII ст. до н. е. — від карбування монет в Малій Азії й до теперішнього часу. Із понад 500 тисяч предметів в експозиції представлена лише мала частина. У Пергамському музеї представлено 1500 унікальних античних монет. У чотирьох залах Музею Боде на другому поверсі розмістилася експозиція, що включає 4000 монет та медалей. Про представлені експонати розповідає інтерактивний каталог монет. Частину експозиції на першому поверсі можна оглянути за попередньої домовленості. Там само розташована публічна спеціальна нумізматична бібліотека.

## Галерея

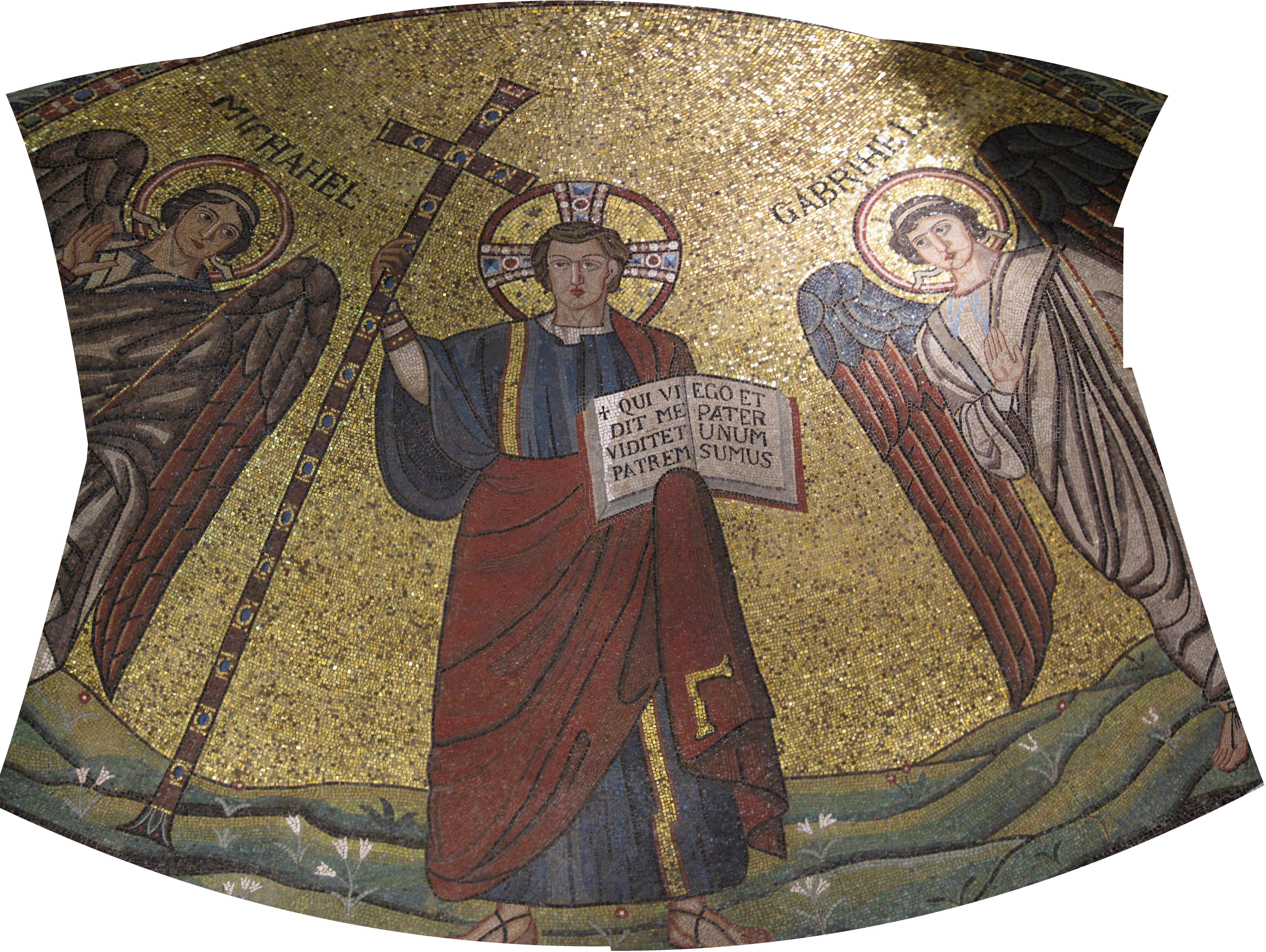
Мозаїка з Равенни, 6 ст.
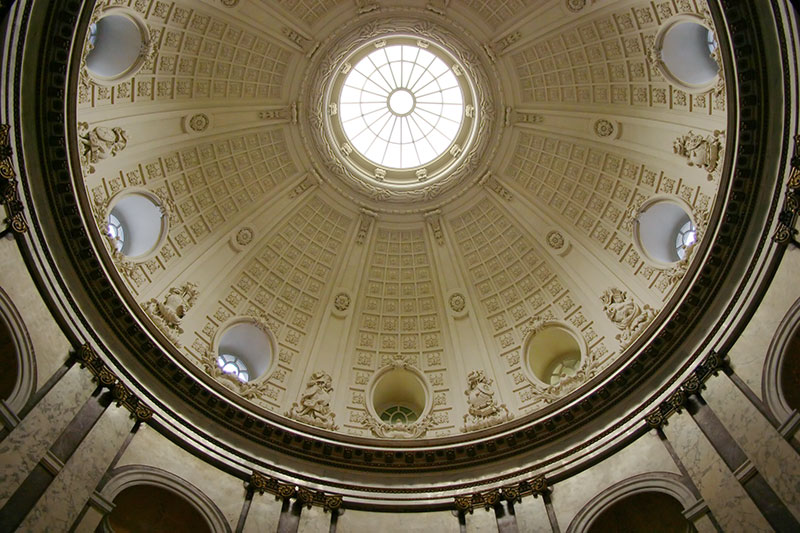
Малий купол
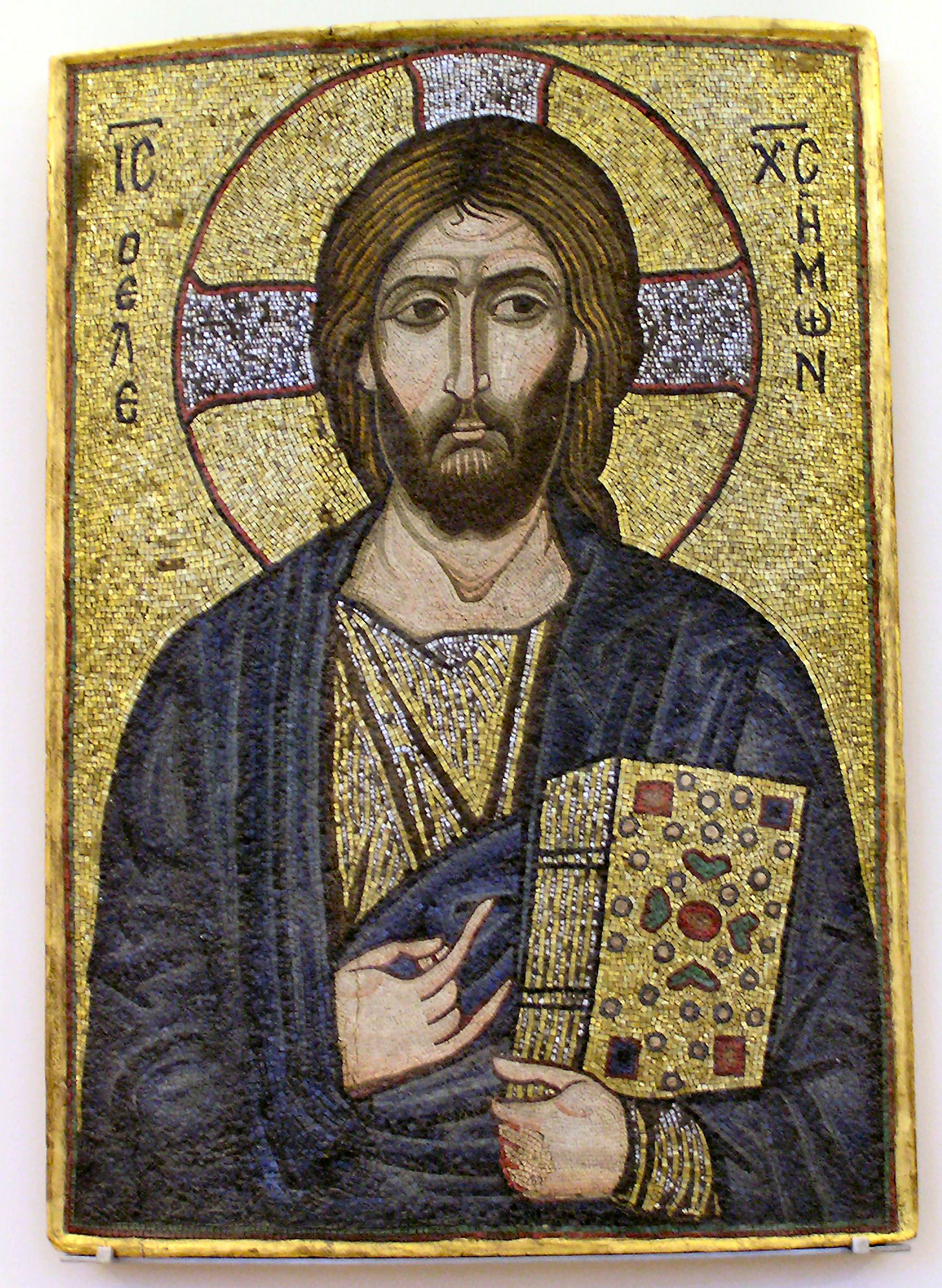
Мозаїчна ікона, близько 1100-1150
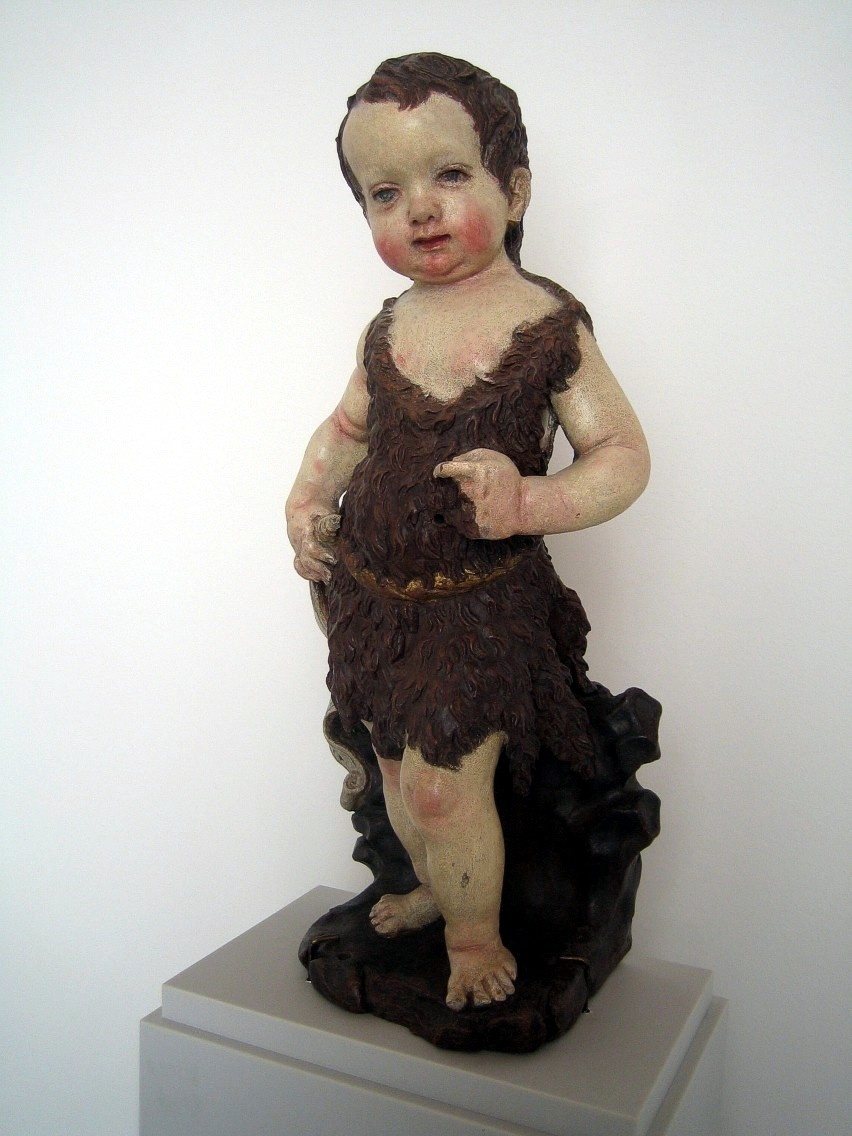
Грегоріо ді Лоренцо, Іван Хреститель, близько 1480
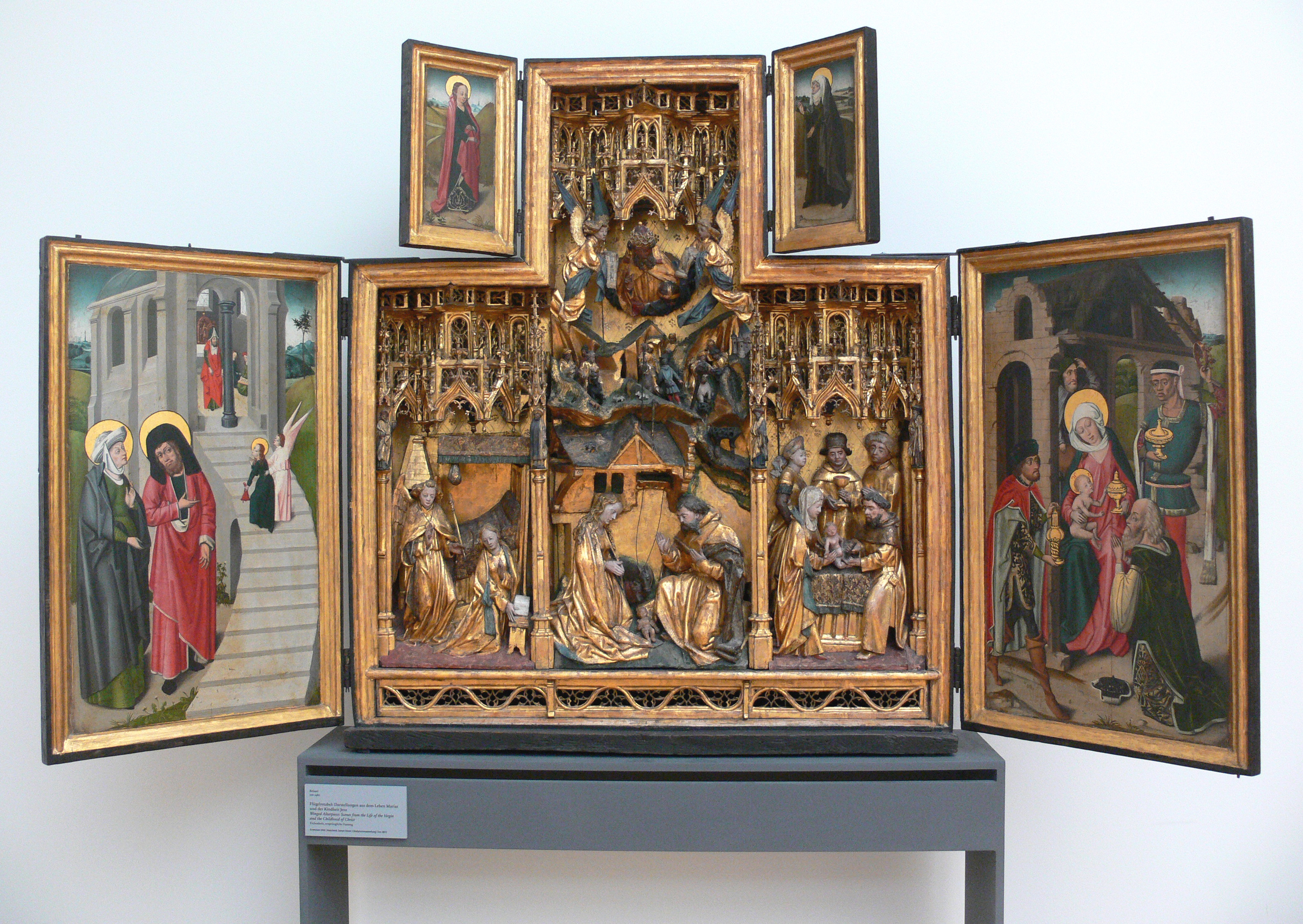
Брюссельське ретабло з Осса, близько 1480
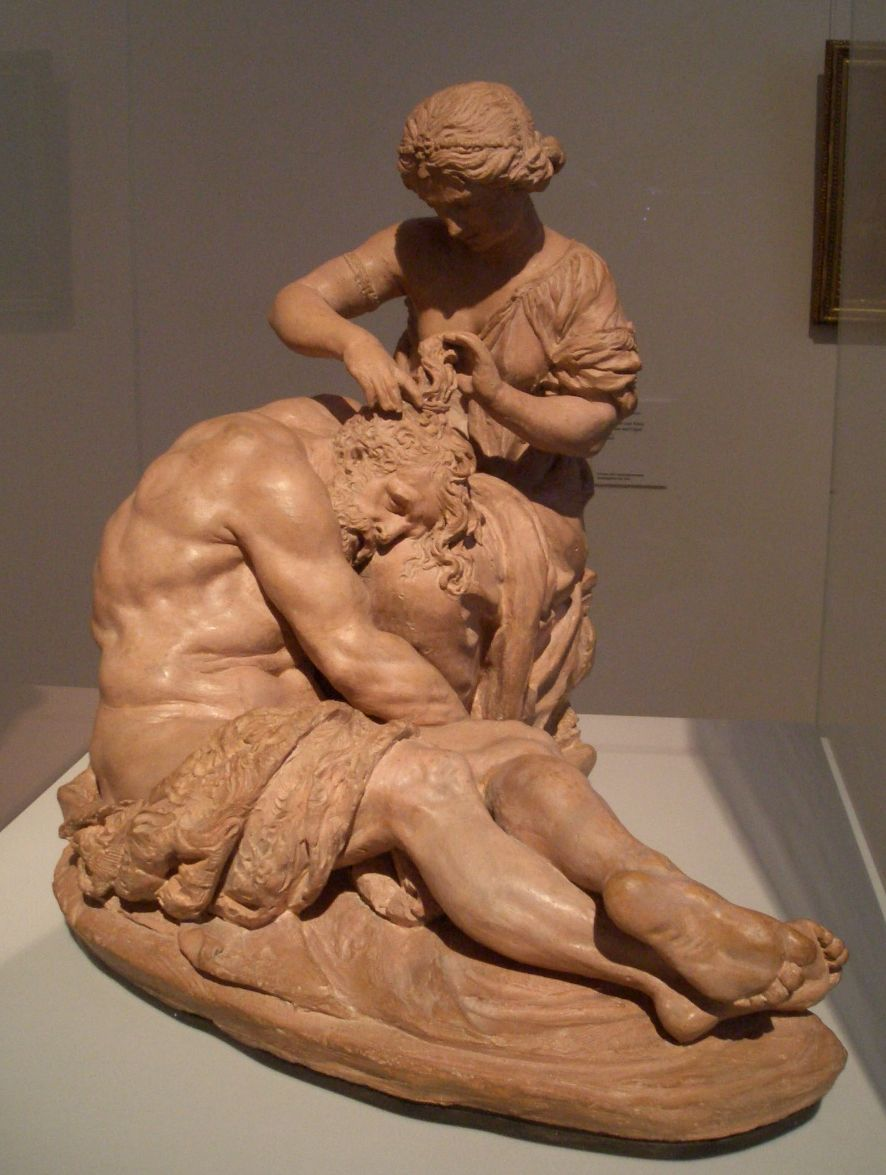
Артус Квеллінус Старший: Самсон та Даліла, теракота, Антверпен, 1640.